# Lars Pettersson (jazzmusiker)
Lars Pettersson, kallad "Petan", född 16 december 1931 i Stockholm, död 27 mars 2000 i Gustavsberg på Värmdö, var en svensk jazzmusiker (kontrabasist).
I sena tonåren började Pettersson en 5-årig musikutbildning på Kungliga Musikhögskolan. 1950 började han spela med Thore Swanerud. 1954 upptäcktes han av Carl-Henrik Norin, som spelade med bland andra Gunnar "Siljabloo" Nilson. Med dem spelade han på danspalatset Nalen i Stockholm fram till 1962, då Bengt Hallberg tog Lars med i sin trio.  Han var under tiden också frilans. 1970 fick han en fast anställning på Oscarsteatern.
Lars "Petan" Petterssons bas hörs på många skivor som spelades in under 1950-, 60-, och 70-talen. Han arbetade med många av dåtidens stora såsom Povel Ramel, Monica Zetterlund, Alice Babs, Lill-Babs, Towa Carson, Anita Lindblom, Kjerstin Dellert och Anita O'Day. 1989 pensionerades Pettersson på grund av en ryggskada.